# 대전화상주심경
대전화상주심경(大顚和尙注心經)은 충청북도 흥덕구 청주고인쇄박물관에 있는 고려시대(1360년 이후)의 목판본 불경이다. 2020년 3월 6일 충청북도의 유형문화재 제383호로 지정되었다.

## 지정 사유
당나라의 고승인 대전화상 요통(了通, 732～824)이 '반야심경'에 주를 붙인 것으로 흔히 '마하반야바라밀다심경해'라고도 한다. 표지의 제목은 '원돈문(圓頓文)'이다.
서문은 대전화상이 짓고, 원나라 문인인 위소(危素)가 예서로 썼다. 1360년 이후 간행된 판본으로 희소성과 불교사, 서예사에도 중요한 가치를 지닌다.

## 같이 보기
- 장흥 보림사 사천왕상 복장 대전화상주심경 - 전라남도 유형문화재 제198호

## 참고 문헌
- 대전화상주심경 - 국가유산청 국가유산포털